# Star Wars Galaxies
Pour les articles homonymes, voir SWG.
 (novembre 2017).
Si vous disposez d'ouvrages ou d'articles de référence ou si vous connaissez des sites web de qualité traitant du thème abordé ici, merci de compléter l'article en donnant les références utiles à sa vérifiabilité et en les liant à la section « Notes et références ».
Star Wars Galaxies (abrégé en SWG) est un jeu de rôle en ligne massivement multijoueur sorti en juin 2003, ayant pour thème Star Wars. Il a été développé chez Sony Online Entertainment, par des anciens développeurs de EverQuest et de Ultima Online notamment.
À l'instar de la plupart des autres MMORPG, il faut souscrire un abonnement mensuel après l'achat de la boîte pour jouer.
Le jeu est régulièrement mis à jour avec des patchs corrigeant des bugs, ainsi qu'avec des extensions payantes et facultatives, à raison d'environ une par an.
Le 24 juin 2011, Sony Online Entertainment annonce la fermeture définitive des serveurs du jeu, prévue pour le 15 décembre de la même année.

## An Empire Divided
An Empire Divided est le nom du jeu sans extension tel qu'il est sorti en juin 2003 aux É.-U., puis en novembre en Europe.
Il se situe dans la période "classique" de Star Wars, c’est-à-dire entre les épisodes IV et V, moment de la chronologie où l'Empire galactique et l'Alliance Rebelle sont à égalité des forces.
Le joueur peut incarner différentes espèces et races (Humains, Zabraks, Wookiees, Trandoshans, Twi'leks, Rodiens, Mon Calamari, Bothan) et entrer dans la guerre galactique en choisissant le côté de l'Empire ou celui de la Rébellion, ou bien rester neutre.

### Système ludique
À la différence de la majorité des MMORPG du marché, Star Wars Galaxies offre une très grande liberté d'action et n'est pas uniquement basé sur les quêtes. Exemples :
- les professions non-combattantes sont une option viable et intéressante pour certains joueurs
- il est possible de créer des villes de joueurs, gérées par un maire élu par les habitants

#### Professions[1]
Le jeu se découpe en plusieurs catégories de professions : artisanat, combat, divertissement, récolte, soin. Il se découpe également en plusieurs types : profession de base et profession d'élite et profession hybride.
- Les professions de base sont au nombre de 7 : Artisan, Brawler (combattant de mêlée), Entertainer (amuseur), Marksman (tireur d'élite), Medic (médecin), Politician, Scout (éclaireur). Elles permettent seul ou en combinaisons l’accès au professions d’élite et/ou hybride.

(exemple : Brawler donne accès à : Tera Kasi Artist, Fencer, Swordsman, Pikeman. Brawler et Marksman donne accès à Smuggler et Commando)
- Les professions d'élite sont aux nombres de 20 : Architect, Armorsmith (fabricant d'armures), Carbineer (carabinier), Chef, Creature Handler (dresseur d'animaux), Dancer, Doctor, Droid Engineer (concepteur de droides), Fencer (escrimeur), Image Designer (maquilleur), Merchant, Musician, Pikeman (piquier), Pistoleer (pistolero), Ranger (rôdeur), Rifleman (fusilier), Swordsman (escrimeur 2H; épéiste), Tailor (couturier), Tera Kasi Artist, Weaponsmith (fabricant d'armes).
- Les professions hybrides sont aux nombres de 6 : Bio-engineer (bio-généticien), Bounty Hunter (chasseur de primes), Combat Medic, Commando, Smuggler (contrebandier), Squad Leader (chef de peloton).
- La profession cachée : Jedi

Le joueur dispose de 250 skill points à repartir selon ses souhaits sachant qu'un Master de profession de base coûte 77 points, qu'un Master de profession d’élite ou hybride en coûte 63.

#### Vie, combat, statuts et pénalités
- Dans Star Wars Galaxies la barre H.A.M se scinde en trois attributs majeurs (augmente le total de points) et 6 mineurs (augmente la régénération et réduit le coût des capacités) : Health (vie) [ constitution, force ], Action [ vivacité, endurance ], Mind (esprit) [ concentration, volonté ].
- Toutes les armes sont accessibles cependant leur efficacité est proportionnelle à la maîtrise et à l'obtention des certifications qui y correspondent (sans les certifications il s'agit soit d'armes d'apparat soit d'armes à DoT)
- Incapacité : si lors d'un combat l'un des trois attributs majeurs tombent à 0, le personnage est incapacité. Il y a alors un délai avant que le personnage puisse se relever par lui-même. Ou bien un médecin peut le soigner.
- La mort : si pendant l'incapacité, un joueur ou un npc agressive effectue un deathblow (coup mortel) le personnage incapacité mourra. il en est de même si le personnage subit trop de statut d'incapacité à la suite.
- Statuts en combat : plusieurs malus sont applicables par les npc ou les joueurs classable en deux types ceux qui altèrent ses capacités : aveuglement réduisant la précision, étourdit arrêt de l'attaque auto, vertige qui provoque la chute du personnage entraînant un état de vulnérabilité, le warcry (cri de guerre) reduisant au silence, l'intimidation reduisant les dégâts effectués par la cible, paralysé qui empeche la cible d'effectuer une action et de bouger, ralenti. Le malus offensif applicable par certaines profession (Bounty Hunter, Combat Medic, Commando, Smuggler) ou avec des armes rare dropable : saignement et empoisonné qui s'attaquent au barres de H.A.M mais peuvent être soigné par un médecin ou l'utilisation d'un stimpack. En feu qui enflamme la cible, diseased (maladie) qui s'attaquent à la H.A.M afin qu'elle ne soit plus soignable infligeant des wounds.
- Pénalités : lors de long combat, ou des dégâts subit par le feu, la maladie ou après la mort, des wounds (blessures) apparaissent, elles sont représentés par le noircissement des barres H.A.M. Ces blessures sont soignables par les médecins (pour la H.A) et par les entretainers (pour le M). Elles peuvent également être soigné par la méditation du Tera Kasi Artist.
- La Battlefatigue : la fatigue de combat affecte les neuf attributs et ne peut être soigné que par les entretainers

#### Artisanat et récolte et matières premières
La récolte et l'artisanat peuvent se faire de manière manuelle, pour certain objet cela prend cependant beaucoup de temps et pour certaines matières premières inflige beaucoup de wounds (produits radioactifs)
Star Wars Galaxies incorpore donc des usines et extracteurs automatiques. Chaque joueur dispose d'un nombre de slot (emplacement) avec lesquels il va pouvoir installer maison, extracteurs... il va à l'aide d'un outils scanner les environs pour trouver la meilleure zone d'extraction pour ses installations.
L’Artisan pourra donc récolter avec ses extracteurs, pendant que ses usines tourne et qu'il garnit son magasin. Il devra toutefois faire attention à bien entretenir son matériel (les usines et extracteur réclame de l'énergies pour fonctionner et des crédits pour payer la taxe foncière).
Les ressources de Star Wars Galaxies sont des ressources non renouvelables. Elles disposent de nombreux attributs définissant leurs valeurs et utilité. Il se peut donc qu'une excellente ressource sorte à un moment T et qu'il ne réapparaisse jamais de meilleur.
Les ressources sont aux nombres de 72 les quatre principales branches sont : énergies, inorganique, organique et spatiale.

#### Armes et armures
Star Wars Galaxies dispose d'un des crafts les plus attrayants. Il y a très peu de bonnes armes dropables la plupart seront des armes à DoT ou légendaires. Sinon pour la plupart ce sont les artisans qui fournissent les armes et armures.
Elles protègent ou assènent des dégâts de différents types deux principales : énergie, kinetic (cinétique) et des bonus : acide, blast (explosion), cold (froid), électricité, heat (chaleur), stun (étourdissement).

## Les extensions et refontes

### The Secrets of the Force
Patch-9 ou encore Jedi Revamp 1, est une modification apportée le 29 juin 2004, celle-ci a pour but de modifier et faciliter l’accès à un personnage sensible à la Force.
Pre-Patch 9 un personnage Jedi se débloquait à la suite d'un « Hologrind » (trouver 4 Holocrons indiquant certaines professions à monter et chercher la dernière parmi toutes les professions existantes). Dès lors que la dernière profession était accompli un message système informait le joueur de sa sensibilité acquise. Le joueur devait alors se déconnecter et créer sur un emplacement « bonus » un nouveau personnage Jedi.
Le Jedi a alors accès à tout le choix de compétences s’acquérant dans un long arbre de progression : Jedi Initiate, Jedi Padawan, Jedi Knight, Jedi Guardian, Jedi Master (jamais accessible)
Post-Patch 9 un personnage Jedi se débloquait à la suite d'un enchaînement de quête au themepark Aurilia, ainsi qu'à des conversions de point d’expérience de profession en point de sensibilité. Une fois les prérequis de sensibilité accompli, le personnage devenait alors un personnage Jedi.
Modification de l'arbre de progression et de compétence Jedi, en 5 profession (limité par 250 skill point comme les professions communes) : Force Healing (Master Force Healer), Force Enhancement (Master Force Enhancer), Force Powers (Master Force Wielder), Force Defense (Master Force Defenser), LightSaber (LightSaber Master). L'arbre de progression de rang reste Jedi Initiate, Jedi Padawan, Jedi Knight mais devient un enchaînement de quête.

### Jump to Lightspeed
JTL, la première extension, est sortie en septembre 2004, alors qu'elle était déjà attendue avant la sortie du jeu sous le nom de Space Expansion.
Elle introduit le combat spatial dans le jeu, avec une grande gamme de vaisseaux et d'équipements, une centaine de quêtes (jusqu'alors quasi absentes du jeu), deux races : Sullustan et Ithorian, trois affiliation de vol : Impérial, Rebelle ou Freelance et une profession : Shipwright (constructeur de vaisseaux).

### Combat Upgrade
Le CU, la première refonte du système de combat, est sortie en avril 2005. Son objectif était de rendre le système de combat plus intéressant, notamment par l'introduction d'un système de niveaux et une nouvelle gestion de l'équipement (armes et armures) lié au combat. Le CU n'a cependant pas convaincu les joueurs, à cause des nombreux bugs et de la révision à la baisse de ses ambitions, qui ont donné l'impression d'une refonte bâclée.

### Rage of the Wookiees
RotW, la seconde extension, est sortie en mai 2005, un mois avant la sortie de l'épisode III.
Elle rajoute une planète, Kashyyyk, d'où sont originaires les Wookiees, espèce du personnage Chewbacca. L'extension apporte également un lot de quêtes et de nouveau contenu, partiellement inspiré du dernier épisode de la saga.
Certains joueurs ont reconnu dans l'extension des caractéristiques de World of Warcraft, concurrent de SWG. En effet, Kashyyyk est découpée en zones dont certaines sont instanciées (disponibles en plusieurs exemplaires), une partie du décor est infranchissable et les quêtes sont plus longues, offrant des objets en récompense.

### Trials of Obi-Wan
ToOW est sorti le 1er novembre 2005 en même temps que la version DVD de l'épisode III. Une nouvelle planète est ajoutée à l'univers du jeu : Mustafar (planète volcanique où Obi-Wan Kenobi et Anakin Skywalker s'affrontèrent). Elle permet aux joueurs de participer à des quêtes afin d'aider le défunt Obi-Wan Kenobi (apparaissant sous la forme d'un spectre, comme il apparaît à Luke Skywalker au début de l'Empire contre-attaque) à lutter contre une mystérieuse menace et ensuite de basculer soit du côté obscur en le trahissant, soit du côté lumineux de la Force.

### New Game Enhancements
Le NGE est la seconde refonte du système de combat, sortie en novembre 2005. C'est aussi et surtout la mise à jour la plus discutée de toute l'histoire des MMORPG. Elle aura notamment provoqué la fuite massive de plus de la moitié des joueurs et beaucoup considèrent aujourd'hui qu'elle a marqué la mort du jeu. Intégrant pour tous les joueurs la première extension Jump to Lightspeed, à la suite d'une erreur monumentale. (Les développeurs ne s'étaient pas rendu compte avant la sortie que leur tutoriel, devenu obligatoire, ne pouvait pas fonctionner sans l'extension. Pendant plusieurs jours les joueurs ne possédant pas l'extension se sont retrouvés incapables de jouer). Elle rapproche les gameplays au sol et dans l'espace. La visée se fait désormais à la souris, à la manière d'un jeu de tir à la première personne.
Cette mise à jour a notamment été particulièrement discutée car en plus de modifier l'interface en profondeur, elle faisait passer les 32 professions de base du jeu en seulement 9 nouvelles professions. Elle aura aussi mis au placard certains métiers comme celui de dresseur de créatures, rendu impossible le fait d'être à la fois combattant et à la fois artisan/entertainer, et provoqué pendant un moment de lourds bugs avec le menu radial. Il est aussi important de noter que Jedi devenait désormais une classe de départ, alors que c'était auparavant quelque chose de long et de difficile à débloquer. Les animations des personnages ont elles aussi fait l'objet de modifications et plus spécifiquement d'accélération. Plusieurs joueurs se sont plaints par la suite des mouvements anormalement rapides des personnages qui semblent désormais marcher à l'accéléré.
Juste après Trials of Obi Wan est sorti la NGE qui avait pour but d'améliorer le jeu. Il a fait l'objet d'ajustements divers dont les changements majeurs sont :
- Le choix parmi 9 professions dont Jedi dès l'origine. Ces professions sont dites « iconic », c'est-à-dire que chacun de ces métiers est lié à une grande figure du monde de Star Wars, représentant ce qui se fait de mieux dans le domaine,
  - Smuggler (contrebandier) ;
  - Bounty hunter (chasseur de primes) ;
  - Commando ;
  - Entertainer (artiste) ;
  - Jedi ;
  - Medic (médecin) ;
  - Officer (officier) ;
  - Trader (Marchand) ;
  - Spy (espion).
- Des points d'expérience bonus acquis par la réalisation de quêtes ;
- Augmentation du niveau de combat maximum : de 80 à 90;
- Découpage des cartes en zones selon le niveau de difficulté;
- Un système de combat dynamique comme un jeu de tir à la première personne où il faut viser le monstre pour le toucher et non plus se contenter d'un ciblage automatique, ce qui demande plus de réflexes que précédemment.
- refonte complète de la profession de commando et introduction des armes lourdes

### Les Expertises
Les expertises sont une possibilité de varier les choix dans un métier introduite au fil de plusieurs publications de patchs du jeu. L'idée est de proposer une variété de facultés dans lesquelles le joueur peut investir un certain nombre de points avec un nombre limité de points de sorte que le joueur fasse un choix et donne des facultés spécifiques à son personnage. Ainsi par exemple un Jedi choisira le pouvoir de lancer des éclairs (côté obscur) ou de pouvoir se soigner de façon intense (côté lumière) mais la limitation du nombre de points va l'obliger à faire un choix.
Les professions ont donc gagné en variété au fil des mois et une nouvelle profession très attendue est arrivée, celle de Maître de bêtes (Beast Master), qui constituera un mélange de l'ancienne profession de généticien et celle de manipulateur de créatures qui avaient été antérieurement supprimée et que nombre de joueurs, malgré le fait qu'ils ne les utilisaient pas ou peu, regrettaient.

## Arrêt du jeu
Le 24 juin 2011, soit huit ans après son lancement, SOE et LucasArts annoncent la fermeture définitive des serveurs du jeu pour le 15 décembre 2011. L'achat du jeu et la création de compte n'est plus possible à partir du 15 septembre 2011, et le jeu devient gratuit à partir du 15 octobre 2011.